# 대관령
대관령(大關嶺)은 대한민국 강원특별자치도 평창군 대관령면에서 강릉시 성산면을 연결하는 고개이다. 높이 832m로, 영동고속도로가 대관령 터널을 가로질러 지나가며, 구 대관령휴게소가 있다.

## 교통
강원특별자치도 평창군 대관령면에 강원특별자치도 강릉시 성산면을 연결하므로 영동고속도로 대관령 나들목으로 나오면 갈 수 있으며 인근에 도암댐이 있다. 태백시에서 올라오는 국도 제35호선과 연결되며, 대관령 횡단 도로는 지방도 제456호선으로, 1975년 10월 14일부터 2001년 11월 27일까지 26년간 영동고속도로에 해당하는 구간이었다.

## 명칭 유래
대관령(大關嶺)이라는 명칭이 처음 통용되기 시작한 것은 16세기경인데, 12세기 고려 시인 김극기가 '대관(大關)'이라 부른 예도 있다. 이처럼 큰 고개를 뜻하는 '대(大) 자를 붙이고 험한 요새 관문이라는 뜻을 담았다. '크다'는 말은 고개의 큰 상징성을 가리키며, 관(關)이라 함은 중요한 경계적 요새(要塞)로서 영의 동서를 가르는 출입구임을 말한 것이다.
신증 동국여지승람의 기록대로 대관령은 영동의 진산으로 중앙과 지방, 영동과 영서를 구분하는 지리적 방어적 관문이자 문화적 경영, 상징적 공간이었다. 일찍이 고려 초기 강릉 장군 김순식이 태조 왕건을 돕기 위해 출병을 하였다. 이때 그는 대관령에 이르러 제단을 만들고 승전의 기도를 올렸다고 고려사에 기록되어 있을 정도로 대관령은 다른 지역으로 들어가는 초입이자 신성한 영역으로 전하는 것이다. 풍수가 들은 대관령을 '자물쇠 형국'이라 하기도 하는데, 이것은 관문으로서 대관령을 넘나드는 것이 쉽지 않았음을 암시한다. 그러므로 강릉지역에는 어려움이 없는 삶을 가리켜 "평생 대관령을 한번 넘지 않고 사는 것이 가장 행복하다"는 말이 전해지기도 한다.

## 기후
| 대관령 (대관령지역기상서비스센터, 평창군 대관령면 횡계리)의 기후 | 대관령 (대관령지역기상서비스센터, 평창군 대관령면 횡계리)의 기후 | 대관령 (대관령지역기상서비스센터, 평창군 대관령면 횡계리)의 기후 | 대관령 (대관령지역기상서비스센터, 평창군 대관령면 횡계리)의 기후 | 대관령 (대관령지역기상서비스센터, 평창군 대관령면 횡계리)의 기후 | 대관령 (대관령지역기상서비스센터, 평창군 대관령면 횡계리)의 기후 | 대관령 (대관령지역기상서비스센터, 평창군 대관령면 횡계리)의 기후 | 대관령 (대관령지역기상서비스센터, 평창군 대관령면 횡계리)의 기후 | 대관령 (대관령지역기상서비스센터, 평창군 대관령면 횡계리)의 기후 | 대관령 (대관령지역기상서비스센터, 평창군 대관령면 횡계리)의 기후 | 대관령 (대관령지역기상서비스센터, 평창군 대관령면 횡계리)의 기후 | 대관령 (대관령지역기상서비스센터, 평창군 대관령면 횡계리)의 기후 | 대관령 (대관령지역기상서비스센터, 평창군 대관령면 횡계리)의 기후 | 대관령 (대관령지역기상서비스센터, 평창군 대관령면 횡계리)의 기후 |
| 월                                                               | 1월                                                              | 2월                                                              | 3월                                                              | 4월                                                              | 5월                                                              | 6월                                                              | 7월                                                              | 8월                                                              | 9월                                                              | 10월                                                             | 11월                                                             | 12월                                                             | 연간                                                             |
| ---------------------------------------------------------------- | ---------------------------------------------------------------- | ---------------------------------------------------------------- | ---------------------------------------------------------------- | ---------------------------------------------------------------- | ---------------------------------------------------------------- | ---------------------------------------------------------------- | ---------------------------------------------------------------- | ---------------------------------------------------------------- | ---------------------------------------------------------------- | ---------------------------------------------------------------- | ---------------------------------------------------------------- | ---------------------------------------------------------------- | ---------------------------------------------------------------- |
| 역대 최고 기온 °C (°F)                                           | 9.3 (48.7)                                                       | 16.5 (61.7)                                                      | 20.5 (68.9)                                                      | 30.1 (86.2)                                                      | 31.0 (87.8)                                                      | 32.3 (90.1)                                                      | 32.9 (91.2)                                                      | 32.7 (90.9)                                                      | 30.5 (86.9)                                                      | 26.1 (79.0)                                                      | 21.6 (70.9)                                                      | 13.5 (56.3)                                                      | 32.9 (91.2)                                                      |
| 일평균 최고 기온 °C (°F)                                         | −1.8 (28.8)                                                      | 0.6 (33.1)                                                       | 5.5 (41.9)                                                       | 12.9 (55.2)                                                      | 18.4 (65.1)                                                      | 21.3 (70.3)                                                      | 23.4 (74.1)                                                      | 23.6 (74.5)                                                      | 19.4 (66.9)                                                      | 14.6 (58.3)                                                      | 7.5 (45.5)                                                       | 0.5 (32.9)                                                       | 12.2 (54.0)                                                      |
| 일일 평균 기온 °C (°F)                                           | −6.9 (19.6)                                                      | −4.6 (23.7)                                                      | 0.4 (32.7)                                                       | 7.0 (44.6)                                                       | 12.5 (54.5)                                                      | 16.2 (61.2)                                                      | 19.6 (67.3)                                                      | 19.7 (67.5)                                                      | 14.6 (58.3)                                                      | 8.8 (47.8)                                                       | 2.3 (36.1)                                                       | −4.5 (23.9)                                                      | 7.1 (44.8)                                                       |
| 일평균 최저 기온 °C (°F)                                         | −12.2 (10.0)                                                     | −10.1 (13.8)                                                     | −4.7 (23.5)                                                      | 1.2 (34.2)                                                       | 6.8 (44.2)                                                       | 11.6 (52.9)                                                      | 16.6 (61.9)                                                      | 16.5 (61.7)                                                      | 10.4 (50.7)                                                      | 3.5 (38.3)                                                       | −2.6 (27.3)                                                      | −9.4 (15.1)                                                      | 2.3 (36.1)                                                       |
| 역대 최저 기온 °C (°F)                                           | −28.9 (−20.0)                                                    | −27.6 (−17.7)                                                    | −23.0 (−9.4)                                                     | −14.6 (5.7)                                                      | −4.7 (23.5)                                                      | −1.7 (28.9)                                                      | 4.4 (39.9)                                                       | 3.3 (37.9)                                                       | −2.3 (27.9)                                                      | −9.9 (14.2)                                                      | −18.7 (−1.7)                                                     | −24.7 (−12.5)                                                    | −28.9 (−20.0)                                                    |
| 평균 강수량 mm (인치)                                            | 53.1 (2.09)                                                      | 49.2 (1.94)                                                      | 72.6 (2.86)                                                      | 93.5 (3.68)                                                      | 108.2 (4.26)                                                     | 162.5 (6.40)                                                     | 336.3 (13.24)                                                    | 368.4 (14.50)                                                    | 249.6 (9.83)                                                     | 97.6 (3.84)                                                      | 69.4 (2.73)                                                      | 34.7 (1.37)                                                      | 1,695.1 (66.74)                                                  |
| 평균 강수일수 (≥ 0.1 mm)                                         | 9.4                                                              | 8.9                                                              | 11.2                                                             | 10.4                                                             | 10.8                                                             | 12.9                                                             | 17.8                                                             | 18.1                                                             | 13.1                                                             | 8.9                                                              | 10.2                                                             | 8.5                                                              | 140.2                                                            |
| 평균 상대 습도 (%)                                               | 66.3                                                             | 65.7                                                             | 65.8                                                             | 61.9                                                             | 67.5                                                             | 79.4                                                             | 86.2                                                             | 87.2                                                             | 85.5                                                             | 76.8                                                             | 70.3                                                             | 66.6                                                             | 73.3                                                             |
| 평균 월간 일조시간                                               | 199.3                                                            | 193.5                                                            | 210.9                                                            | 223.1                                                            | 237.2                                                            | 192.4                                                            | 143.0                                                            | 138.2                                                            | 149.6                                                            | 196.2                                                            | 177.2                                                            | 193.3                                                            | 2,253.9                                                          |
| 출처: 기상청 (평년값: 1991년~2020년, 극값: 1971년~현재)          |                                                                  |                                                                  |                                                                  |                                                                  |                                                                  |                                                                  |                                                                  |                                                                  |                                                                  |                                                                  |                                                                  |                                                                  |                                                                  |

대관령은 냉대 습윤 기후(쾨펜의 기후 구분 Dfb)에 속한다. 대관령은 지형적 특성으로 인해 일교차가 굉장히 크며, 겨울철에는 춥고, 여름철에는 시원한 편이다. 대관령의 가장 추운 1월의 평균기온은 -6.9°C로 30년 평균값이 존재하는 대한민국의 기상 관측소 중 가장 낮으며, 가장 더운 7월의 평균기온은 19.7°C로 역시 30년 평균값이 존재하는 대한민국의 기상 관측소 중 가장 낮다. 대관령은 800m가 넘는 고지대로서, 태백산맥 서사면 고위 평탄면에 위치하고 있기 때문에 7월 평균기온이 낮아 여름철에 서늘한 편이다. 연강수량은 1,695.1mm로 여름철에 편중되어 있고, 겨울철에 서쪽에서 불어오는 시베리아 기단의 지풍과 북동기류가 태백산맥에 부딪혀 강제 상승하여 만들어진 구름으로 눈이 많이 내린다. 1971년 7월 15일 기상관측 개시 이래 2020년 8월 14일 새벽 기록한 23.3도가 일최저기온 최고일 정도로 열대야도 없는 시원한 곳이다.

## 안개
대관령 기상대는 평창군 동쪽 끝에 위치하며 주변에 1,000 m를 넘는 높은 산들로 둘러싸여 있다. 1987년부터 2003년까지 대관령 기상대에서 관측한 안개는 2,464회로 여름에 42%, 가을에 27%, 봄에 21%, 겨울에 10% 정도의 비율이다. 연평균 안개 지속 시간은 10.4시간이며 동풍계의 기류가 유입될 경우 오래 지속되는데 1992년 8월 15일 오전 3시 발생한 안개는 8월 22일 오전까지 무려 175시간(7일 7시간)이나 지속되었다.
| 0시  | 3.5  | 16.1 | 15.5 | 96 | 4.5  | 13.8 | 12.8 | 94 | 0.3  | 16.1 | 15.8 | 98 | <0.1 | 15.9 | 15,4 | 97 | <0.1 | 14.9 | 14.6 | 98 | <0.1 | 17.5 | 17.0 | 97 | <0.1 | 16.4 | 15.9 | 97 | <0.1 | 16.7 | 16.2 | 97 | 0.4  | 15.8 | 15.2 | 96 |
| 3시  | 4.5  | 16.7 | 16.1 | 96 | 0.1  | 14.3 | 13.8 | 97 | 0.2  | 16,4 | 16.1 | 98 | <0.1 | 15.9 | 15.4 | 97 | <0.1 | 14.7 | 14.2 | 97 | <0.1 | 16.9 | 16.4 | 97 | <0.1 | 16.3 | 15.8 | 97 | <0.1 | 16.7 | 16.2 | 97 | 0.7  | 15.6 | 14.9 | 95 |
| 6시  | 2.5  | 16.3 | 15.1 | 92 | 0.1  | 14.4 | 14.1 | 98 | <0.1 | 16.1 | 15.8 | 98 | <0.1 | 15.8 | 15.3 | 97 | <0.1 | 15.2 | 14.9 | 98 | <0.1 | 16.9 | 16.4 | 98 | <0.1 | 16.5 | 16.0 | 97 | <0.1 | 16.3 | 16.0 | 98 | <0.1 | 15.6 | 15.1 | 96 |
| 9시  | <0.1 | 17.0 | 15.9 | 93 | <0.1 | 15.1 | 14.8 | 98 | <0.1 | 16.8 | 16.4 | 97 | <0.1 | 15.8 | 15.3 | 97 | <0.1 | 15.7 | 15.4 | 98 | <0.1 | 16.7 | 16.4 | 98 | <0.1 | 17.3 | 16.7 | 96 | <0.1 | 16.6 | 16.3 | 98 | 3.5  | 17.9 | 17.2 | 96 |
| 12시 | <0.1 | 16.6 | 16.0 | 96 | <0.1 | 15.9 | 15.4 | 97 | <0.1 | 17.1 | 16.8 | 98 | <0.1 | 16.1 | 15.6 | 97 | <0.1 | 15.7 | 15.2 | 97 | <0.1 | 16.7 | 16.2 | 97 | <0.1 | 17.4 | 16.9 | 96 | <0.1 | 17.1 | 16.8 | 98 | >20  | 22.4 | 17.7 | 74 |
| 15시 | <0.1 | 15.9 | 15.3 | 96 | <0.1 | 16.8 | 16.4 | 97 | <0.1 | 17.1 | 16.8 | 98 | <0.1 | 16.1 | 15.6 | 97 | <0.1 | 16.1 | 15.6 | 97 | <0.1 | 16.5 | 16.0 | 97 | <0.1 | 17.3 | 16.7 | 96 | <0.1 | 16.7 | 16.4 | 98 | 15.0 | 21.8 | 20.2 | 90 |
| 18시 | <0.1 | 14.6 | 14.1 | 97 | <0.1 | 16.7 | 16.2 | 97 | <0.1 | 16.6 | 16.3 | 98 | <0.1 | 15.6 | 15.1 | 97 | <0.1 | 16.4 | 15.9 | 97 | <0.1 | 16.7 | 16.4 | 97 | <0.1 | 17.1 | 16.5 | 96 | <0.1 | 16.7 | 16.4 | 98 | 15.0 | 21.2 | 19.6 | 90 |
| 21시 | 15.0 | 14.1 | 12.2 | 88 | <0.1 | 16,4 | 15.9 | 97 | <0.1 | 16.3 | 15.8 | 97 | <0.1 | 15.2 | 14.7 | 97 | <0.1 | 17.3 | 16.9 | 97 | <0.1 | 16.4 | 15.9 | 97 | <0.1 | 17.1 | 16.6 | 97 | <0.1 | 16.3 | 16.0 | 98 | 4.5  | 18.5 | 18.0 | 96 |

## 계절
대관령은 800m 이상의 높은 지대에 위치하고 있기 때문에, 전반적으로 대한민국의 다른 지역에 비해 연평균 기온이 낮고, 일교차가 크며, 강수량이 많다.
봄에는 시베리아 기단이 물러가면서 비교적 춥지 않고, 쌀쌀한 날씨만 계속된다. 여름에는 고지대의 특성상, 다른 지역과 달리 덥지 않고 시원하다. 특히, 북태평양 고기압의 영향으로 남서 기류가 불어들어와 바람받이 지역의 특성으로 인해 집중호우가 잦은 편이다.
가을에는 비교적 맑고 청명한 날씨가 계속되며, 기온이 영하로 떨어지는 날씨로 접어든다. 또한 대한민국에서는 다른 지역보다 일찍 서리나 눈이 관측된다. 겨울에는 영하 15°C 내외의 혹한이 잦은 편이며, 따뜻해도 기온이 영상으로 올라가는 일이 드물 정도로 굉장히 춥다. 게다가 시베리아 기단의 영향으로 북동 기류가 유입되면 많은 눈이 내리기 때문에, 눈이 많이 내리는 대표적인 장소로 꼽힌다.

## 사진
대관령
- 구 영동고속도로
- 대관령 정상 고속도로 준공기념비
- 구 영동고속도로
- 구 영동고속도로에서 바라본 신 영동고속도로
- 구 영동고속도로
- 지방도 제456호선
- 대관령의 산 언덕

## 같이 보기
- 태백산
- 영동고속도로
- 대관령터널 (철도)
- 대한항공 YS-11기 납북 사건
- 한국의 안개
- 강릉시의 지질
- 신사임당